# Rurecznikowate
Rurecznikowate, rureczniki – grupa małych i średniej wielkości, kosmopolitycznych pierścienic o czerwonawo ubarwionym, wydłużonym ciele, zaliczanych do skąposzczetów, tradycyjnie klasyfikowana w randze rodziny Tubificidae, a w wyniku rewizji taksonomicznych oraz decyzją ICZN z 2007 roku pod nową nazwą naukową: Naididae. Dla zachowania zgodności z opisami w dotychczasowej literaturze w dalszej części omawiana jest grupa rureczników w tradycyjnym znaczeniu, czyli bez najadowatych. Tym ostatnim poświęcony jest odrębny artykuł.
Rodzina rureczników obejmuje kilkaset gatunków, wśród których niektóre są gatunkami kluczowymi dla bentosowych zespołów wód słodkich i mórz. Zasiedlają powierzchniową warstwę osadów dennych bogatych w materię organiczną. Większość występuje w wodach śródlądowych, ale są też spotykane w przybrzeżnych strefach mórz i oceanów. Niektóre gatunki przystosowały się do życia w bardzo silnie zanieczyszczonych zbiornikach. Odgrywają tam istotną rolę w procesach samooczyszczania się wód. Stanowią pokarm wielu gatunków zwierząt wodnych. Niektóre są żywicielami pośrednimi pasożytów ryb, przez co przyczyniają się do powstawania szkód w hodowlach.
Ciało rureczników jest długie i wysmukłe, u niektórych rozszerzone z przodu. Długość ciała najmniejszych gatunków wynosi 5–10 mm, największe dorastają do 180 mm. Rozmnażają się płciowo lub poprzez architomię. Wiele gatunków rureczników buduje rurkowate schronienia.
W faunie Polski odnotowano 78 gatunków, w tym 32 zaliczane do tradycyjnie rozumianej rodziny Tubificidae oraz 46 z rodziny Naididae, w jej dawnym znaczeniu.

## Klasyfikacja
Tradycyjnie rozumiana rodzina rureczników (Tubificidae) jest blisko spokrewniona z najadami, tradycyjnie klasyfikowanymi w odrębnej rodzinie Naididae. Badania morfologiczne i molekularne wykazały jednak, że filogenetycznie najady należą do rureczników. Powinny być zatem klasyfikowane jako podrodzina Naidinae w obrębie rodziny Tubificidae i taką propozycję przedstawili C. Erséus i L. Gustavsson w 2002 roku.
Pojawił się jednak problem taksonomiczny. Rodzina Tubificidae została opisana naukowo w 1876 (autorem opisu jest František Vejdovský), a Naididae w 1828 roku (autor Christian Gottfried Ehrenberg). Zgodnie z zasadą priorytetu Międzynarodowego Kodeksu Nomenklatury Zoologicznej po włączeniu najadowatych do rurecznikowatych pierwszeństwo naukowej nazwy rodziny ma Naididae. Międzynarodowa Komisja Nomenklatury Zoologicznej nie zgodziła się na zachowanie w drodze wyjątku nazwy Tubificidae. Większością głosów członków komisji ICZN podjęła decyzję o zastosowaniu zasady priorytetu i uznaniu Naididae nową nazwą dla rodziny obejmującej rureczniki i najady. Nazwa Tubificidae uznana została za młodszy synonim Naididae, która w nowym znaczeniu obejmuje wszystkie dotychczasowe podrodziny rurecznikowatych plus najadowate.
Właściwe rureczniki grupowane są w podrodzinie Tubificinae, której typem nomenklatorycznym jest rodzaj Tubifex. Przykładowym przedstawicielem jest rurecznik mułowy (Tubifex tubifex).
Pozostałe podrodziny rurecznikowatych wymieniono w artykule Naididae.